# Deutsche Ostasienmission
Die Deutsche Ostasienmission (DOAM) ist ein evangelisch-lutherischer Missionsverein. Geographisches Operationsfeld des Vereins waren zunächst China und Japan, später kam Korea hinzu. Die Deutsche Ostasienmission ist Mitglied in der Evangelischen Mission in Solidarität und im Berliner Missionswerk.

## Geschichte

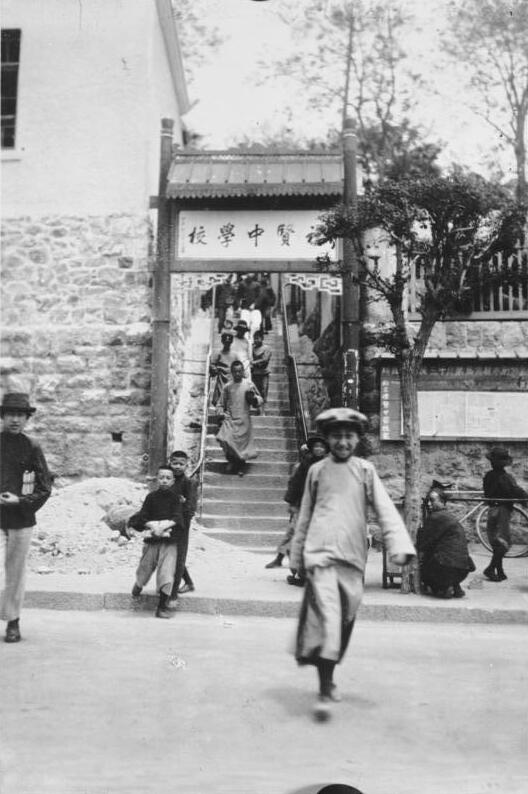
Missions-Mittelschule in Tsingtao, 1925

Die Ostasienmission (OAM) wurde am 4. Juni 1884 durch den Schweizer evangelischen Geistlichen Ernst Buss als Allgemeiner evangelisch-protestantischer Missionsverein in einer Versammlung im Saal der Armbrustschützengesellschaft in Weimar konstituiert. Unter „allgemein“ verstand man die kirchenpolitische Überparteilichkeit und Übernationalität sowie die Offenheit allen kirchlichen Gruppierungen gegenüber. Als Arbeitsfelder des Missionsvereins wurden in der Eröffnungsversammlung Indien, Japan und China genannt, auch die Arbeit unter Juden und Muslimen. Erster Protektor der Arbeit war der damalige Großherzog von Sachsen-Weimar-Eisenach Carl Alexander.
Die praktische Missionstätigkeit konzentrierte sich auf China und Japan und richtete sich vorzugsweise an die Gebildeten, später kamen ärztliche Hilfe, Erziehungsarbeit in Kindergärten und Schulen sowie literarische Tätigkeiten hinzu. Der Missionsverein änderte 1929 unter dem Einfluss neuerer missionstheologischer Entwicklungen seinen Namen in Ostasienmission. Bestanden in Deutschland 1887 noch 60 Vereine, die Spenden für die Missionsarbeit aufbrachten, nahm die Zahl bis 1896 alleine in der Pfalz – wo der Schwerpunkt der Heimatarbeit der Ostasienmission lag – auf 140 unterstützende Gemeinden zu. Besonders in den Kriegs- und Krisenzeiten erwies es sich als segensreich, dass die Ostasienmission ein schweizerisch-elsässisch-deutsches Gemeinschaftsunternehmen war. So konnten über und durch die Schweiz die notwendigen Devisen ohne Devisenverkehrsbeschränkungen nach Ostasien transferiert werden. Während des Zweiten Weltkrieges entfernten sich der Schweizer und der deutsche Zweig der Ostasienmission zunehmend voneinander. Am 26. Februar 1948 entstanden daraus die Schweizer Ostasienmission (SOAM); vier Jahre später, am 10. Dezember 1952, in Hamburg der deutsche Zweig als Deutsche Ostasienmission (DOAM). Durch die Teilung Deutschlands wurde ein weiterer Zweigverein in der DDR gegründet.
Im Jahr 1972 war die Deutsche Ostasienmission an der Gründung des Evangelischen Missionswerks in Südwestdeutschland (heute Evangelische Mission in Solidarität) sowie 1974 am Berliner Missionswerk mitbeteiligt. Damit war sie eingebunden in das Evangelische Missionswerk in Deutschland (heute Evangelische Mission Weltweit). Ab 1992 wurden ebenfalls die Kontakte zu dem Freundeskreis in der ehemaligen DDR, der sich aus dem Zweigverein nach der Teilung ergeben hatte, wieder aufgenommen und in die gemeinsame Arbeit integriert.

## Die Arbeit in China
Die Missionsarbeit in China begann 1885 und kam mit der Revolution 1952 zum Erliegen. Erster Chinamissionar war Ernst Faber, der in Shanghai und später in Tsingtau wirkte. Die Ostasienmission verwendete den Begriff „Literarische Mission“, auf den bestens die missionarische Tätigkeit des philosophisch sehr bewanderten Ernst Faber passte. Mit dem Missionar Richard Wilhelm verlagerte sich der Schwerpunkt der Missionstätigkeit auf schulische und medizinische Arbeit. Im Ersten Weltkrieg ruhte die Missionsarbeit in China und wurde erst 1921 wieder aufgenommen. Die Schularbeit unter Beteiligung chinesischer Lehrkräfte weitete sich ständig aus. 1941 wurde eine Schülerzahl von 1.000 erreicht. Aus dem beträchtlichen Nachlass des 1899 verstorbenen Ernst Faber konnte 1901 das „Faber-Hospital“ in Tsingtau eingeweiht werden. Es folgten weitere Kliniken in Gaomi und Jining. Die Mehrzahl der Behandlungen erfolgten kostenlos als Zeichen christlicher Nächstenliebe. 1940 wurden in Tsingtau 30.963 sowie in Jining 22.064 Patienten behandelt. Letzter Chinamissionar war D. Wilhelm Seufert, der 1952 als einer der letzten ausländischen Missionare aus China ausgewiesen wurde.

## Die Arbeit in Japan
Ab 1885 wirkte Pfarrer Wilfried Spinner als erster Japanmissionar in Tokio und Yokohama, 1890–1895 unterstützt von dem Pfälzer Karl Munzinger. 1900 wurde mit Missionar Emil Schiller die Arbeit in Kyoto aufgenommen. Anders als in China lag der Schwerpunkt der Missionsarbeit auf der Bildung von einheimischen Gemeinden. Als Frucht der Arbeit Spinners bildete sich bereits 1887 die erste Christengemeinde. 1934 gab es bereits zehn Gemeinden mit 63 japanischen Mitarbeitern. 1887 begannen die Ausbildung japanischer Pfarrer. 1929 begann in den Slums von Osaka die Sammlung koreanischer Migranten zu fünf Gemeinden, die gemeinsamen mit den Japanischen Gemeinden unter dem Dach der „Allgemeinen evangelischen Kirche in Japan“ (Fukyu Fukuin Kyokwai (FFK)) arbeiteten. Die FFK vereinigte sich 1940 mit anderen japanischen Kirchen zum Gesamtverband Kyodan. Die durch die Missionsarbeit entstandenen christlichen Gemeinden in Japan bestehen weiterhin fort.

## Vorsitzende der DOAM

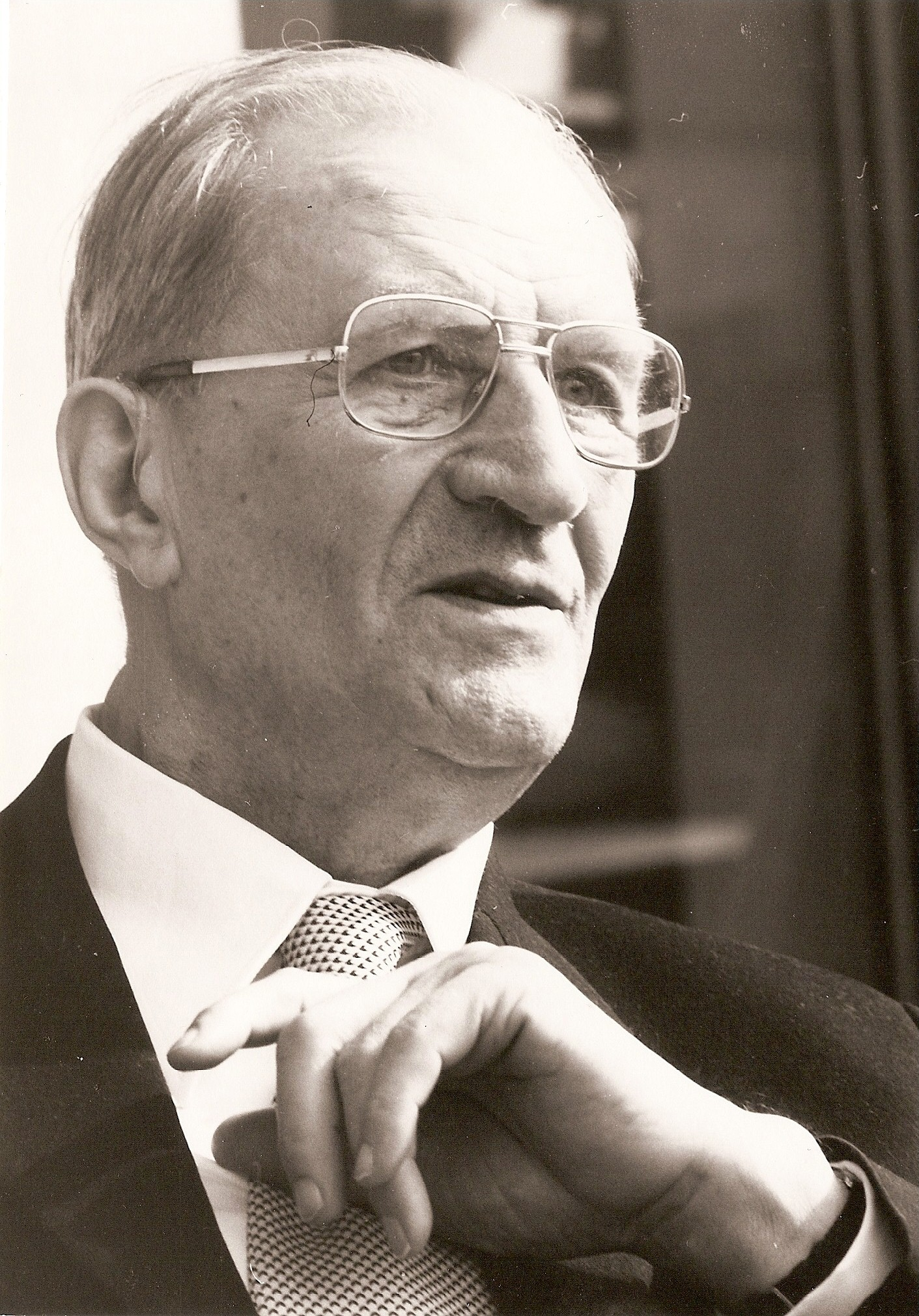
Erich Otto Kühn, Pfarrer in Mannheim, leitete als erster Vorsitzender die DOAM nach ihrer (Neu-)Gründung 1952

Nach der Neugründung 1952 leiteten die folgenden Vorsitzenden die Deutsche Ostasienmission im Westteil Deutschlands:
- 1956–1968 Erich Otto Kühn (1902–1979)
- 1968–1987 Ferdinand Hahn  (1926–2015)
- 1987–1992 Hartmut Albruschat (1936–2017)
- 1992–2011 Paul Schneiss (1933–2022)
- 2011–2017 Hartmut Albruschat
- 2017 Carsten Rostalsky und Rainer Lamotte (interim)
- 2017–2020 Lutz Drescher
- seit 2020 Dr. Carola Hoffmann-Richter

## Archiv
Seit 1977 befindet sich das gesamte Archiv der Deutschen Ostasienmission im Zentralarchiv der Evangelischen Kirche der Pfalz in Speyer. Es umfasst 3000 Glasbilder, 1500 Fotos, 1000 Klischees und über 14 Meter Akten.
Zum 120-jährigen Jubiläum der Ostasienmission fand 2004 eine Veranstaltung am Gründungsort Weimar statt mit dem Thema: „International – interkulturell – interreligiös. Bilder und Texte aus der Ostasienmission (1884–2004)“.